# ソユーズTMA-03M
ソユーズTMA-03Mは、2011年12月にソユーズFGによって打ち上げられた国際宇宙ステーションへの飛行である。第30次長期滞在のクルー3名をISSに運搬する。

## 乗組員
- オレグ・コノネンコ (2) -  ロシア RSA
- アンドレ・カイパース (2) -  オランダ ESA
- ドナルド・ペティ (3) -  アメリカ合衆国 NASA